# Biblia Hebraica (Kittel)

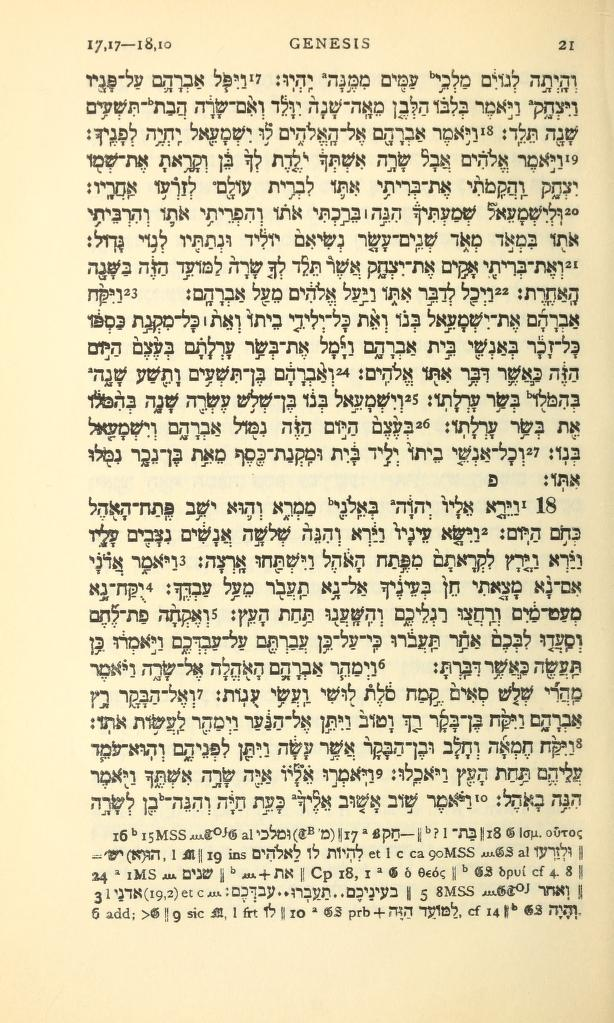
Seitenbeispiel der Biblia Hebraica Kittel, 2. Ausgabe (Genesis 17,17–18,10).

Unter der Bezeichnung Biblia Hebraica (Kittel), abgekürzt BHK, wird eine Reihe von Rudolf Kittel u. a. herausgegebener und forschungsgeschichtlich wichtiger textkritischer Ausgaben der hebräischen Bibel zusammengefasst.

## Erste und zweite Ausgabe der Kittel’schen Biblia Hebraica (BHK1bzw. BHK2)
Die erste von Rudolf Kittel herausgegebene Biblia Hebraica (BHK1, bisweilen auch BH1) erschien 1906 bei der Verlagsbuchhandlung J. C. Hinrichs in Leipzig. Textgrundlage war die von Jacob ben Chajim 1524–1525 bei Daniel Bomberg in Venedig herausgegebene Fassung des masoretischen Textes, die sogenannte Rabbinerbibel. Der masoretische Text wurde mit den Vokal- und Betonungszeichen, aber ohne die Randnotizen und weitergehenden Notizen (Masora Parva und Masora Magna), wiedergegeben. Kittel fügte einen kritischen Apparat mit ausgewählten Textvarianten aus masoretischen Handschriften und antiken Übersetzungen hinzu. Zur Anwendung kamen etwa der Samaritanische Pentateuch, die Septuaginta, die Vulgata und die Peshitta. Die zweite Ausgabe (BHK2 oder auch BH2) erschien 1913 noch bei Hinrichs; ab 1921 wurde sie von der Württembergischen Bibelanstalt, die die Rechte übernommen hatte, nachgedruckt. 1925 wurde dann eine vollständige Überarbeitung begonnen.

## Dritte Ausgabe der Biblia Hebraica Kittel (BHK3)
Als Textgrundlage der dritten Ausgabe der Kittel-Bibel (BHK3, manchmal auch einfach als BHK oder als BH3 zitiert) diente erstmals nicht mehr der hebräische textus receptus des Jacob Ben Chayjim, sondern der Codex Leningradensis („Handschrift L“) aus dem Jahr 1008, die älteste vollständige Handschrift des masoretischen Textes. Für deren Benutzung hatte sich maßgeblich Paul Kahle eingesetzt. Kahle war es auch, der dafür sorgte, dass neben dem Text auch die masoretischen Randnotizen (Masora Parva) in der Form, wie sie in der Handschrift erschienen, in die Druckausgabe Eingang fanden. Bei der BHK3 handelt es sich damit um die erste diplomatische Textausgabe einer mittelalterlichen Bibelhandschrift zusammen mit ihrer Masora Parva. Ermöglicht wurde dies durch die Entleihung der Handschrift ЕВР B19A der Öffentlichen Bibliothek Leningrad (daher „L“ oder „Leningradensis“ als Bezeichnung der Handschrift), der heutigen Russischen Nationalbibliothek in Sankt Petersburg, an das Alttestamentliche Seminar der Universität Leipzig. Der ältere (wenn auch nicht durch einen Kolophon datierte) und genauere, zudem zur Zeit des Drucks noch vollständige Codex von Aleppo konnte nicht genutzt werden, da es Kahle nicht gelungen war, die Eigentümer zu einer fotografischen Aufnahme zu bewegen.
Die BHK3 enthielt neben dem Text und der Masora Parva zwei textkritische Apparate, einen für die „minder wichtigen“ und einen für die „bedeutsameren“ Varianten. Rudolf Kittel, der 1929 starb, erlebte die Vollendung der BHK3 nicht mehr. Zu seinen Lebzeiten erschienen lediglich zwei von ihm selbst verantwortete Lieferungen zu Genesis und Jesaja (1929). Albrecht Alt (Leipzig) und Otto Eißfeldt (Halle) folgten Kittel als Hauptherausgeber. Das Erscheinen der weiteren Lieferungen dauerte bis 1937, als die Lieferungen zu Daniel, Esra–Nehemia und der Chronik erschienen. Das Gesamtwerk konnte ebenfalls 1937 erscheinen, jeweils bei der Württembergischen Bibelanstalt in Stuttgart.
Die seit 1947 entdeckten Schriftrollen vom Toten Meer, welche ca. 1000 Jahre älter sind als der Codex Leningradensis und der Codex von Aleppo, führten zum Erfordernis einer Überarbeitung der Biblia Hebraica (Kittel). Diese Bearbeitung der Hebräischen Bibel stand allerdings unter schwierigen Ausgangsvoraussetzungen, z. B. weil durch die Wirren des Zweiten Weltkrieges die Druckmatrizen verlorengegangen waren, so dass an dem bereits gesetzten Text keine Änderungen mehr vorgenommen werden konnten. Seit der 7. Auflage der BHK im Jahr 1951 wurden zumindest die Textvarianten zweier besonders wichtiger Qumranhandschriften für die Bücher Jesaja (die Varianten aus 1QJesa) und Habakuk (die Varianten aus 1QpHab) als zusätzlicher Apparat jeweils am unteren Seitenende angefügt.

## Nachfolgende Ausgaben
Die dritte Auflage (BHK) wurde von der Biblia Hebraica Stuttgartensia (BHS) abgelöst. Die vollständige Ausgabe der BHS in einem Band erschien 1977. Diese bleibt bis zum vollständigen Erscheinen ihrer Nachfolgerin die aktuelle wissenschaftliche Ausgabe des Codex Leningradensis, die alle Bücher der Hebräischen Bibel umfasst. Das aktuelle Projekt in dieser Tradition und unter dem Dach derselben Bibelgesellschaft nennt sich Biblia Hebraica Quinta.

## Bibliographische Angaben
- BHK1: Biblia Hebraica, herausgegeben von Rudolf Kittel, Leipzig, Hinrichs, 1905/1906; Teil I & Teil II, 1905, I 1909, II 1909.
- BHK2 (editio altera): Biblia Hebraica, herausgegeben von Rudolf Kittel, Leipzig, Hinrichs, 1912; Digitalisat eines Nachdrucks durch die Privilegierte Württembergische Bibelanstalt ohne Jahr; der neue Verlagsname ist auf dem Titelblatt eingeklebt.
- BHK3 (editio tertia): Biblia Hebraica, herausgegeben von Rudolf Kittel, Paul Kahle, Albrecht Alt und Otto Eißfeldt, Privilegierte Württembergische Bibelanstalt, Stuttgart, 1937